# Dictata mortels
 (mars 2020).
Si vous disposez d'ouvrages ou d'articles de référence ou si vous connaissez des sites web de qualité traitant du thème abordé ici, merci de compléter l'article en donnant les références utiles à sa vérifiabilité et en les liant à la section « Notes et références ».
Dictata mortels (titre original : Mortal Dictata) est un roman de science-fiction écrit par Karen Traviss, publié en 2014, se situant dans l'univers de Halo. Il constitue le troisième volume d'une trilogie intitulée Kilo-5, commencée avec Les Mondes de verre et poursuivie avec Le Baptême du feu.